# Antón Martín (métro de Madrid)
Antón Martín est une station de la ligne 1 du métro de Madrid, en Espagne. Elle est située sous la place éponyme (es), dans le arrondissement du  Centre, à Madrid.

## Situation sur le réseau

Plan du réseau.

Établie en souterrain, Antón Martín est une station de passage de la ligne 1 du métro de Madrid. Elle est située entre la station Tirso de Molina, en direction du terminus Pinar de Chamartín, et la station Estación del Arte, en direction du terminus Valdecarros,.
Les deux voies de la ligne sont encadrées par deux quais latéraux.

## Histoire
La station Antón Martín est mise en service le 26 décembre 1921, lors de l'ouverture à l'exploitation du premier prolongement de la ligne 1 entre Sol et Atocha. Elle est dénommée en référence à la place éponyme (es), située au-dessus. Cette place a été nommée en hommage à Antón Martín (1500-1553), religieux et infirmier, fondateur en ce lieu de l'hôpital Saint-Jean de Dieu.
Au cours des années 1960, les quais sont allongés de 60 m à 90 m et on y ajoute un deuxième hall d'accès avec deux bouches. Au cours des années 1980, les murs intérieurs sont carrelés.
En 2006, elle fait l'objet d'une rénovation avec un changement du revêtement des murs des quais et de la voute.

## Services aux voyageurs

### Accès et accueil
La station possède quatre bouches d'accès équipés d'escaliers fixes. C'est une station qui n'est pas accessible aux personnes à la mobilité réduite. Située en zone A, elle est ouverte de 6h00 à 1h30,.

### Desserte
Antón Martín est desservie par les rames de la ligne 1 du métro de Madrid.

Installations et desserte
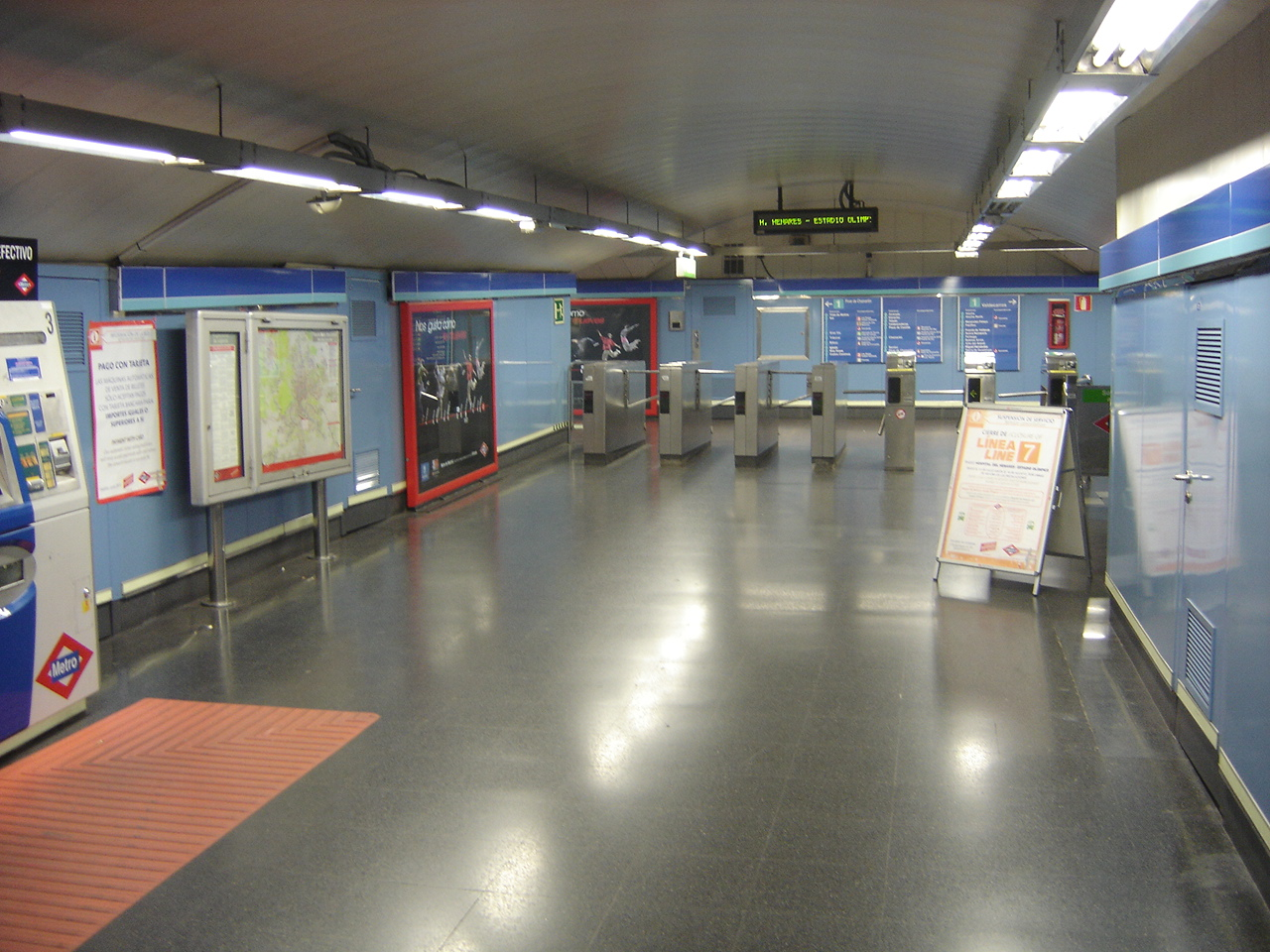
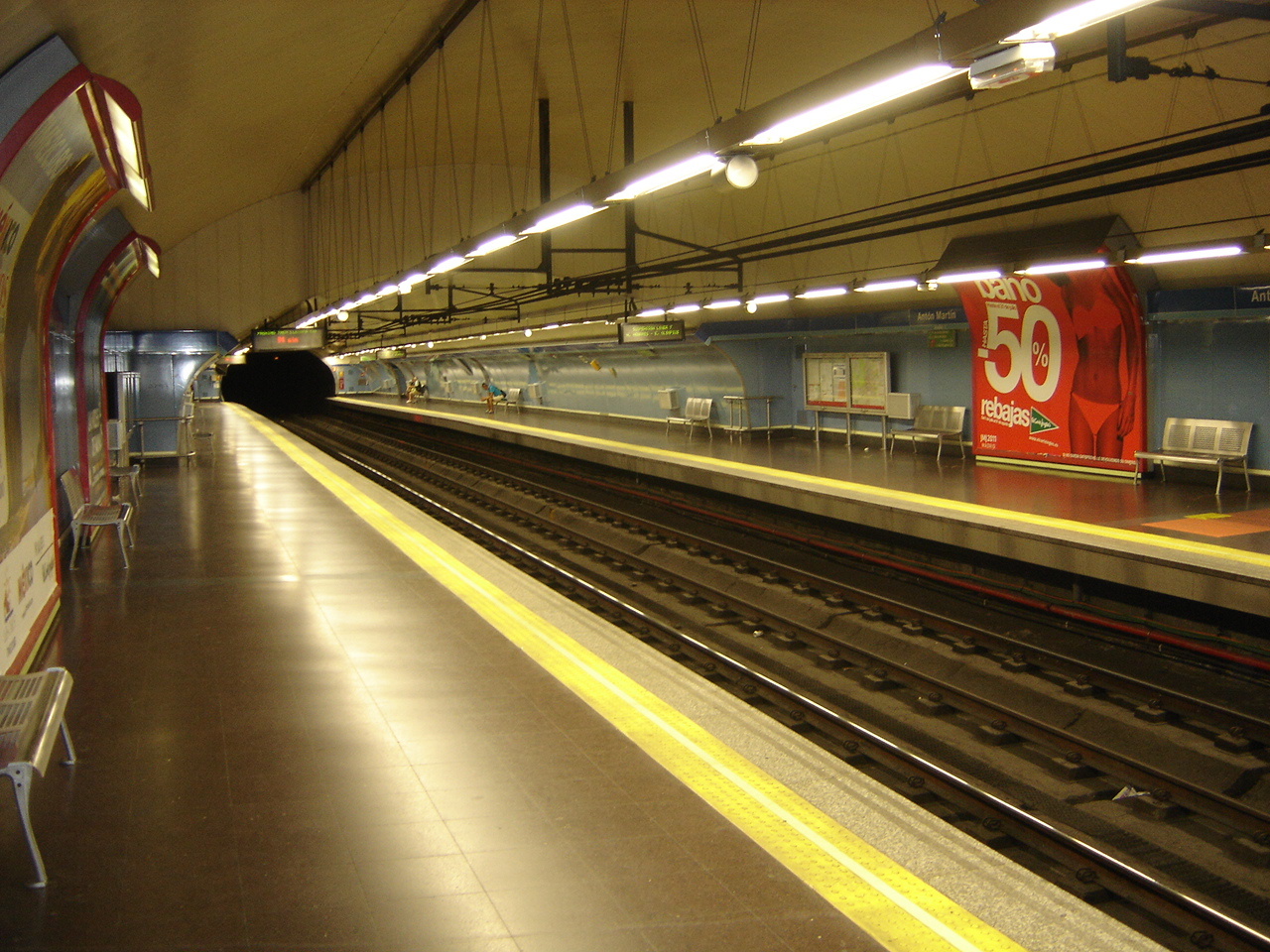
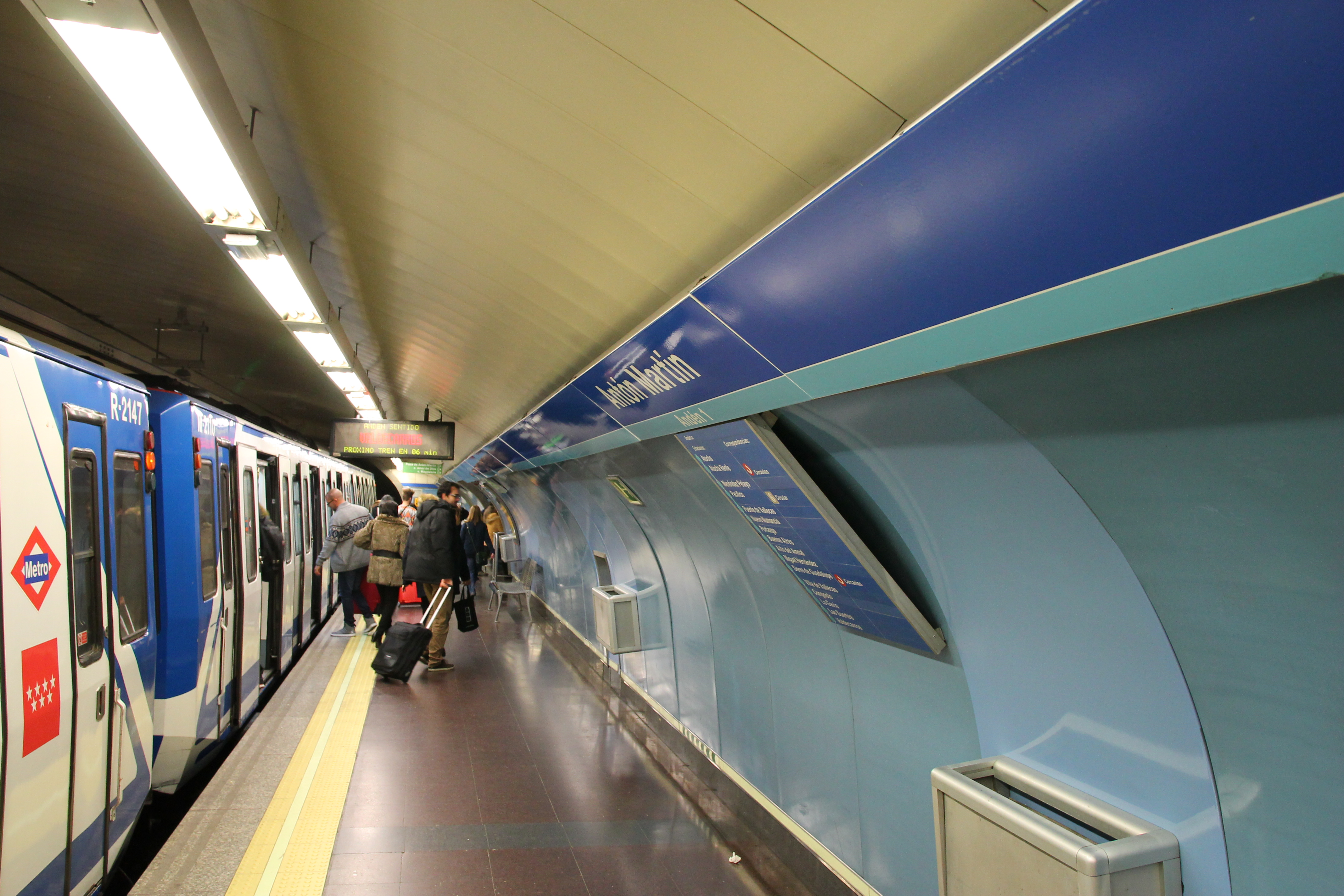

### Intermodalité
À proximité, des arrêts de bus urbains EMT sont desservis par les lignes 6, 26, 32, 002, M1, SE712 et N26.

## À proximité
Aux alentours de la station se trouvent notamment le Cine Doré, abritant les salles de la Cinémathèque espagnole, le Teatro Monumental et l'église Saint-Sébastien.